# Arnaldoa
Arnaldoa Cabrera, 1962 è un genere di piante angiosperme eudicotiledoni della famiglia delle Asteraceae.

## Descrizione
Le specie di questa voce sono piante perenni con portamenti arbustivo (massima altezza 1 - 4 metri). Sono presenti delle spine ascellari fascicolate.
Sono presenti foglie cauline brevemente picciolate. Le foglie lungo il caule sono a disposizione alternata. La forma delle lamine è intera e varia: ovata, ellittica o obovata; gli apici sono mucronati o spinosi; la base è attenuata o ottusa. La superficie è trinervata. Le stipole sono assenti.
Le infiorescenze sono composte da capolini discoidi, sessili, terminali e solitari. I capolini, omogami, sono formati da un involucro a forma campanulata composto da brattee (o squame) all'interno delle quali un ricettacolo fa da base ai fiori (da 30 a 95) di tipo ligulato. Le brattee disposte in più serie (da 8 a 15) in modo embricato sono di vario tipo sia spinose che prive di spine, a consistenza fogliacea oppure membranosa con bordi variamente dentati, fimbriati o lacerati. Il ricettacolo, a forma piatta in genere è ricoperto da pagliette.
I fiori (isomorfici) sono tetra-ciclici (ossia sono presenti 4 verticilli: calice – corolla – androceo – gineceo) e pentameri (ogni verticillo ha 5 elementi). I fiori sono ermafroditi, actinomorfi (raramente possono essere zigomorfi) e fertili. In genere i fiori centrali sono bisessuali; quelli periferici sono sterili (unisessuali in genere).
- Formula fiorale:

*/x K {\displaystyle \infty }, [C (5), A (5)], G 2 (infero), achenio.
- Calice: i sepali del calice sono ridotti ad una coroncina di squame.
- Corolla: la corolla, pseudolabiata (un lobo libero e 4 connati), ha un breve tubo con lobi sono lunghi e nastriformi. I colori sono bianco, giallo, arancione, rosa e viola.
- Androceo: gli stami, inseriti nella gola del tubo della corolla, sono 5 (da 3 a 5 nei fiori centrali) con filamenti liberi, glabri o papillosi e distinti, mentre le antere sono saldate in un manicotto (o tubo) circondante lo stilo. Le antere in genere hanno una forma sagittata con base da caudata e appendice intera. Il polline normalmente è tricolporato a forma sferica con 4 depressioni. Possono essere presenti dei peli di tipo "bernadesioid".
- Gineceo: lo stilo è filiforme e bifido; gli stigmi sono divergenti. L'ovario è infero uniloculare formato da 2 carpelli. L'ovulo è unico e anatropo.

I frutti sono degli acheni con pappo. La forma dell'achenio è da cilindrica a elicoide; la superficie è densamente villosa. Il pericarpo può essere di tipo parenchimatico, altrimenti è indurito (lignificato) radialmente; la superficie è irsuta o glabra. I pappi, formati da una serie di setole barbate, sono direttamente inseriti nel pericarpo o connati in un anello parenchimatico posto sulla parte apicale dell'achenio.

## Biologia
- Impollinazione: l'impollinazione avviene tramite insetti (impollinazione entomogama tramite farfalle diurne e notturne).
- Riproduzione: la fecondazione avviene fondamentalmente tramite l'impollinazione dei fiori (vedi sopra).
- Dispersione: i semi (gli acheni) cadendo a terra sono successivamente dispersi soprattutto da insetti tipo formiche (disseminazione mirmecoria). In questo tipo di piante avviene anche un altro tipo di dispersione: zoocoria. Infatti gli uncini delle brattee dell'involucro si agganciano ai peli degli animali di passaggio disperdendo così anche su lunghe distanze i semi della pianta.

## Distribuzione e habitat
Il genere Arnaldoa è endemico del Perù settentrionale e dell'Ecuador meridionale. Cresce in habitat xerofitici.

## Tassonomia
La famiglia di appartenenza di questa voce (Asteraceae o Compositae, nomen conservandum) probabilmente originaria del Sud America, è la più numerosa del mondo vegetale, comprende oltre 23 000 specie distribuite su 1 535 generi, oppure 22 750 specie e 1 530 generi secondo altre fonti (una delle checklist più aggiornata elenca fino a 1 679 generi). La famiglia attualmente (2021) è divisa in 16 sottofamiglie. La sottofamiglia Barnadesioideae, con la sua sola tribù Barnadesieae, è una di queste.

### Filogenesi
La sottofamiglia Barnadesioideae solo recentemente, in base a studi filogenetici di tipo molecolare (tutte le Asteraceae - eccetto le Barnadesioideae - hanno una particolare inversione in una data porzione del DNA), è stata elevata di rango tassonomico (prima era posizionata a livello subtribale all'interno della tribù Mutisieae). Nell'ambito della famiglia il gruppo Barnadesioideae, da un punto di vista filogenetico, è in posizione "basale", ossia forma un "gruppo fratello" con il resto della famiglia. Le sue specie sono caratterizzata morfologicamente dalla presenza di spine ascellari ai nodi. Il genere Arnaldoa all'interno della tribù occupa una posizione vicina al "core" del gruppo e con il genere Fulcaldea forma un "gruppo fratello".
Il numero cromosomico delle specie di questo gruppo è: 2n = 48 e 54.

## Elenco delle specie
Il genere comprende le seguenti 4 specie:
- Arnaldoa argentea C.Ulloa, P.Jørg. & M.O.Dillon, 2002
- Arnaldoa coccinosantha (Muschl.) Ferreyra, 1965
- Arnaldoa macbrideana Ferreyra, 1965
- Arnaldoa weberbaueri (Muschl.) Ferreyra, 1965